# Wilhelm Merck (Unternehmer, 1893)
Wilhelm Merck (* 9. Mai 1893; † 14. August 1952 in Darmstadt) war ein deutscher Chemiker und Unternehmer.

## Leben

### Herkunft und Familie
Wilhelm Merck entstammte der Unternehmerfamilie Merck war der Sohn des Carl Emanuel Merck und dessen Ehefrau Clara Josephine Blanckarts (1862–1929).
Er wuchs in seinem Elternhaus, das sich bis 1904 auf dem Firmengelände befand, auf. 
Am 7. Oktober 1918 heiratete er in Darmstadt Ernesta Rogalla von Bieberstein (1898–1927). Aus der Ehe stammen die Söhne Emanuel Wilhelm (* 1920, Vorstandsmitglied der E. Merck AG) und Peter (* 1927, ebenso Vorstandsmitglied der E. Merck AG). In zweiter Ehe war er mit Elisabeth Merck (1886–1964), Tochter des Emanuel August Merck und seiner Frau Elisabeth geb. Rieger (1864–1909), verheiratet.

## Wirken
Am Ludwig-Georgs-Gymnasium in Darmstadt machte er sein Abitur und studierte anschließend Chemie an der TH Dresden. Im Ersten Weltkrieg war er als Freiwilliger in einer motorisierten Einheit im Westen eingesetzt, später auf dem Balkan. 1919 kam er in die väterliche Firma. 1921 wurde er in 5. Generation Teilhaber an dem Unternehmen.
Seine privaten Interessen lagen in der Segelfliegerei und im Automobilsport. Er war Mitglied im Hessischen Automobil-Club.
Begraben wurde er auf dem Waldfriedhof in Darmstadt.